# مي القاضي
مي القاضي (من مواليد 4 نوفمبر 1985) ممثلة مصرية، بدأت العمل في مجال الفن في عام 2006، من خلال مشاركتها في بطولة فيلم على الهوا. اتجهت فيما بعد للعمل في الدراما التليفزيونية وشاركت في مسلسل سر علني وخطوط حمراء وادم وجميلة.

## الأعمال

### المسلسلات
- العتاولة 2 ـ 2025:شوق

- صيد العقارب 2024
- لانش بوكس -2024:نانسي
- نور: 2022-2024
- أيام 2021_2022
- البيت بيتي: 2022
- حب عمري: 2020
- ممنوع الاقتراب أو التصوير: 2018
- شقة فيصل: 2018
- كفر دلهاب: 2017:طاهرة
- طاقة القدر: 2017:سماح
- عائلة زيزو: 2017:كامليا
- فوبيا: 2017
- سمرا: 2016
- أريد رجلا (ج1، 2): 2015 (ج1، 2):2015
- ولي العهد: 2015:أميرة
- الصندوق الأسود: 2015
- آدم وجميلة: 2013:عزة أخت أدم
- سر علني: 2012
- خطوط حمراء: 2012:ريهام

### الأفلام
- اتنين في واحد: 2017
- الشتا اللي فات: 2013
- غش الزوجية: 2012
- البار: 2012:سها
- على الهوا: 2006:وفية
- جدو مشاكل:2020

## وصلات خارجية
- مي القاضي على موقع IMDb (الإنجليزية)
- مي القاضي على موقع قاعدة بيانات الأفلام العربية